# Лодс, Марсель
Марсель Габриэль Лодс (фр. Marcel Lods, 16 августа 1891, Париж — 9 сентября 1978, там же) — французский архитектор и урбанист. Профессор (с 1956).

## Биография
В 1912—1928 годах обучался в Школе изящных искусств в Париже; позже там же с 1942 по 1964 год руководил архитектурной мастерской.
В 1931 году организовал в Париже совместно с Жаном Пруве́ и Эженом Бодуэном бюро «Ателье Жана Пруве», самым известным проектом которого стал Народный Дом (фр. Maison du Peuple) в Клиши.
Позже работал с М. Каммю.
Одним из первых применил в массовом жилищном строительстве металлический и железобетонный каркас, заполненный сборными бетонными плитами, единую модульную систему, поточную организацию работ.

## Важнейшие работы
- жилые комплексы в Дранси под Парижем, 1933—1934,
- жилые комплексы в Марли-ле-Руа, 1957
- Лесная школа в Сюрене близ Парижа, 1933—1934,
- Народный дом в Клиши (департамент О-де-Сен), 1939,
- Церковь Сент-Жан д’Арк в Бельфоре (1957).